# رودکی (شهرستان گنگزنو)
رودکی (به لهستانی:  Rudki) یک روستا در لهستان است که در گمینا تژمشنو واقع شده‌است.